# Felix av Bourbon-Parma
Felix av Bourbon-Parma, prins av Luxemburg, Prins Felix Marie Vincent av Bourbon-Parma, född 28 september 1893, död 8 april 1970, var prinsgemål till Charlotte, storhertiginna av Luxemburg och far till hennes sex barn, inklusive storhertig Jean.

## Barndom
Felix var ett av den avsatte Robert I av Parmas 24 barn, han var sjätte barnet och tredje sonen till den andra hustrun, Maria Antonia av Portugal. Hans morföräldrar var Mikael I av Portugal och Adelheid av Löwenstein-Wertheim-Rosenberg.
Han var också yngre bror (med sexton månader) till kejsarinnan Zita av Österrike. Av de tolv barnen från hertig Roberts första gifte med Maria-Pia av Bägge Sicilierna, dog tre som spädbarn, sex var mentalt handikappade, och bara tre gifte sig. 
Trots att han förlorat sin tron så var Robert och hans familj ganska välbeställda. De färdades i ett privat tåg med mer än ett dussin vagnar mellan hans slott i Schwarzau am Steinfeld nära Wien, Villa Pianore i nordvästra Italien, och det magnifika château de Chambord i Frankrike. 
Mindre än fyra månader efter hertig Roberts död 1907 förklarade österrikiska myndigheter sex av barnen från det första äktenskapet omyndiga på begäran av hertiginnan Maria Antonia. Roberts främsta arvinge var Elias, hertig av Parma, (1880-1959), yngsta son från det första giftet och den ende som fick egna barn. 
Elias blev också förmyndare för sina äldre syskon. Trots detta stämde Felix' äldre bröder, Sixte och Xavier, sin halvbror Elias för att få en större andel av hertigdömets rikedomar. De förlorade dock, vilket gav Felix dystra utsikter.

## Prins av Luxemburg och prinsgemål till storhertiginnan Charlotte
Den 6 november 1919 gifte han sig med storhertiginnan Charlotte av Luxemburg, han blev då också Prins av Luxemburg genom storhertigt dekret dagen efter. 
Till skillnad från många andra prinsgemåler tog Felix inte sin makas dynastiska efternamn Nassau, eller avsade sig sin egen prinstitel eller namn. Han titulerades som en prins av huset Bourbon från grenen Parma, därför tituleras även medlemmar från yngre grenar av den storhertigliga familjen med kunglig höghet, vilket annars bara hade varit en titel för storhertigen och hans arvinge.

## Barn
1. Jean av Luxemburg, född 5 januari 1921, död 23 april 2019
2. Elisabeth av Luxemburg, född 22 december 1922, död 22 november 2011
3. Marie-Adélaïde av Luxemburg, född 21 maj 1924, död 28 februari 2007
4. Marie-Gabrielle av Luxemburg, född 2 augusti 1925, död 10 februari 2023
5. Charles av Luxemburg, född 7 augusti 1927, död 26 juli 1977
6. Alix av Luxemburg, född 24 augusti 1929, död 11 februari 2019